# Prošek
Prošek è un vino passito tipico della Croazia. Vino dolce, viene solitamente consumato a fine pasto in abbinamento ai dessert.

## Storia
Nella tradizione croata, una bottiglia di questo vino veniva prodotta il giorno in cui nasceva un bambino e, una volta messa sotto terra, sarebbe stata poi disseppellita e consumata il giorno del suo matrimonio.

## Descrizione
Il prošek può essere rosso o bianco. Il colore può variare dal giallo scuro, con tonalità di oro vecchio, fino a rossastro con sfumature brune. Con la maturazione, il vino sviluppa tonalità diverse a causa dell’invecchiamento ossidativo. La fragranza è descritta come un aroma di frutta sovramatura con una lieve nota di legno e un aroma di leggera ossidazione. Il gusto è caratterizzato da una pienezza che deriva in gran parte dall’elevato tenore di zuccheri residui (glucosio e fruttosio) e in misura minore dall’etanolo.

## Produzione
Il vino viene prodotto principalmente nel sud della regione dalmata in quantità non elevate.
Al termine di una selezione delle uve raccolte, queste vengono essiccate. Per effettuare ciò, i grappoli vengono distesi su una rete metallica o su stuoie di vimini o di paglia o vengono appesi. Al termine di tale processo, viene raccolto il succo e, successivamente, l'uva viene messa a bagno per ripetere nuovamente la fase della spremitura. Raccolto così il succo d'uva, si procede alla fermentazione alcolica e, successivamente, all'affinatura in botti di legno.